# Tania Khalill

Tânia Calil Padis Campos (São Paulo, 8 de julio de 1977) es una actriz brasileña.

## Vida personal
Tania es hija de un pediatra y psicólogo Terezinha Campos Campos Calil (el nombre Calil, ella lo convirtió en Khalill), criada en el barrio de Perdices, es la segunda de tres hijas, descendientes de españoles y sirios.
En su adolescencia estudió en el Colegio Bautista. En el 2000, Tania se graduó en psicología en la Universidad Mackenzie, porque su familia era importante ir a la universidad, pero nunca ha practicado el arte. La actriz tiene 1,66 m de altura, kg 53; 86 cm de busto, cintura y cadera 66 94.
El 10 de diciembre de 2005, se casó con el cantante Jair Oliveira. La pareja tiene dos hijas, Isabella, nacida el 10 de julio de 2007, y Laura, que nació el 5 de marzo de 2011.

## Filmografía
| Año  | Título                      | Personaje                              | Ref.          |
| ---- | --------------------------- | -------------------------------------- | ------------- |
| 2002 | Sabor da Paixão             | Sabrina                                | [ 9 ]         |
| 2004 | Galera                      | Plurabelle (profesor de historia)      | [ 10 ]        |
| 2004 | Señora del destino          | Nalva (Marinalva Ferrari)              | [ 11 ] [ 12 ] |
| 2006 | Cobras & Lagartos           | Nikki (Nicole Ortega)                  | [ 13 ]        |
| 2006 | Pé na Jaca                  | Paula                                  | [ 14 ]        |
| 2008 | Guerra e Paz                | Vivi                                   | [ 15 ]        |
| 2008 | Casos e Acasos              | Fabiana                                | [ 16 ]        |
| 2008 | Casos e Acasos              | Iara                                   | [ 16 ]        |
| 2009 | India, una historia de amor | Duda (Maria Eduarda de Moraes Garrido) | [ 17 ] [ 18 ] |
| 2009 | Episódio Especial           | Se                                     | [ 19 ]        |
| 2011 | Acampamento de Férias 2     | Débora                                 | [ 20 ] [ 21 ] |
| 2011 | Fina estampa                | Letícia Fernandes Prado                | [ 22 ]        |
| 2012 | La guerrera                 | Ayla                                   | [ 23 ]        |
| 2013 | Preciosa perla              | Dália Hérnandez                        | [ 24 ]        |